# URL-alias
URL alias er et redskab i browsere som bruges til at gemme websideer som en kombination af tal eller bogstaver.
Eksempel: Google kan gemmes som gg. Når man ønsker at åbne google's hjemmeside i sin browser er det udelukkende nødvendigt at taste gg.
I nogle browsere er det også muligt at inkorporere en søge funktion så hvis man skriver noget efter gg og trykker enter vil browseren automatisk søge på google på de indtastede søgeord. Dette kræver dog en smule kendskab til programmering da man bruger programmeringssprog for at få browseren til at udføre disse handlinger